# Воєвода віленський

герб Віленського воєводства

Воєво́да ві́ленський — посадова особа Великого князівства Литовського і Речі Посполитої, воєвода був одним з трьох сенаторів від віленського воєводства (інші: каштелян і єпископ).
У 1413 р. посада старости віленського була зроблена воєводською, і останній староста, Войцех Монивид, став, таким чином, першим віленським воєводою.
Посада віленського воєводи була однією з найвпливовіших в державі, і займали її, зазвичай, представники найвпливовіших аристократичних родів ВКЛ.

## Воєводи
| №  | Ім'я                                      | Роки життя                | Період               | Прим. |
| -- | ----------------------------------------- | ------------------------- | -------------------- | ----- |
| 1  | Альберт Монивид                           | близько 1360-близько 1424 | 1413–1422            |       |
| 2  | Юрій Гедигольд                            | помер близько 1435        | 1425–1432            |       |
| 3  | Іван Довгерд                              | помер близько 1443        | 1433–1443            |       |
| 4  | Іван Гаштольд                             | 1393–1458                 | 1443–1458            |       |
| 5  | Іван Монивидович                          | близько 1400 —1458        | 1458–1458            |       |
| 6  | Михайло Кезгайлович                       | близько 1405 —після 1474  | 1458–1474            |       |
| 7  | Олехно Судимонтович                       | ??—1491                   | 1477–1491            |       |
| 8  | Микола Радзивілл «Старий»                 | близько 1440–1509         | 1492–1509            |       |
| 9  | Микола ІІ Радзивілл «amor Poloniae»       | близько 1470–1521         | 1510–1521            |       |
| 10 | Гаштольд Альбрехт Мартинович              | 1455–1539                 | 1522–1539            |       |
| 11 | Іван Юрійович Глібович                    | бл.1480—1549              | 1542–1549            |       |
| 12 | Миколай Кшиштоф Радзивілл «Чорний»        | 1515–1565                 | 1551–1565            |       |
| 14 | Микола Радзивілл «Рудий»                  | 1512–1584                 | 1566–1584            |       |
| 15 | Христофор Радзивілл «Перун»               | 1547–1603                 | 1584–1603            |       |
| 16 | Миколай Кшиштоф Радзивілл «Сирітка»       | 1549–1616                 | 1604–1616            |       |
| 17 | Ян Кароль Ходкевич                        | 1560–1621                 | 1616–1621            |       |
| 18 | Лев Сапега                                | 1557–1633                 | 1623–1633            |       |
| 19 | Радзивілл Кшиштоф                         | 1585–1640                 | 1633–1640            |       |
| 20 | Януш Скумін-Тишкевич                      | близько 1570–1642         | 1640–1642            |       |
| 21 | Кшиштоф Ходкевич                          | помер 1652                | 1642–1652            |       |
| 22 | Януш Радзивілл                            | 1612–1655                 | 1653–1655            |       |
| 23 | Павло Ян Сапєга                           | 1609–1665                 | 1656–1665            |       |
| 24 | Михайло Казимир Радзивілл                 | 1625–1680                 | 1667–1668            |       |
| 25 | Юрій Миколайович Глібович                 | 1603/1605?—1669           | 1668–1669            |       |
| 26 | Михайло Казимир Пац                       | 1624–1682                 | 1669–1682            |       |
| 27 | Казимир Ян Сапєга                         | 1637 або 1638–1720        | 1682–1703, 1706–1720 |       |
| 28 | Януш Антоній Вишневецький                 | 1678–1741                 | 1704–1706            |       |
| 29 | Людовик Костянтин Потій                   | 1664–1730                 | 1722–1730            |       |
| 30 | Казимир Домінік Огінський                 | помер 1733                | 1730–1733            |       |
| 31 | Михайло Казимир Радзивілл (Рибонька)      | 1702–1762                 | 1744–1762            |       |
| 32 | Кароль Станіслав Радзивілл «Пане Коханку» | 1734–1790                 | 1762–1764, 1768–1790 |       |
| 33 | Михайло Казимир Огінський                 | 1729–1800                 | 1764–1768            |       |
| 34 | Михайло Ієронім Радзивілл                 | 1744–1831                 | 1790–1795            |       |